# Bussnang
Bussnang es una comuna suiza del cantón de Turgovia, situada en el distrito de Weinfelden. Limita al norte con la comuna de Weinfelden, al noreste con Bürglen, al sureste con Schönholzerswilen, al sur con Wuppenau y Braunau, al oeste con Affeltrangen, y al noroeste con Amlikon-Bissegg.

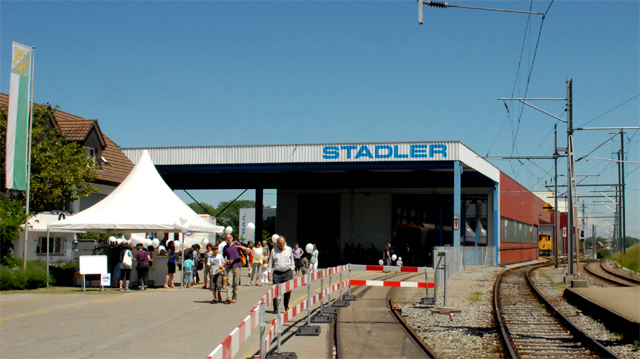
Talleres de Stadler Rail, Bussnang.